# 食べて、祈って、恋をして
『食べて、祈って、恋をして』（原題: Eat Pray Love）は、2010年公開のアメリカ映画。エリザベス・ギルバートによる2010年8月時点で全世界で累計700万部を売り上げている回想録『食べて、祈って、恋をして 女が直面するあらゆること探究の書』を原作としたドラマ映画である。

## ストーリー
ライターのリズは旅行先のバリで、手相を占える薬剤師のもとを訪れる。リズは歯の抜けた人のよさそうな薬剤師から、「生涯に2回結婚し、1回は短く1回は長い」「半年から一年の間にすべてを失うが、そのあと再び取り戻せるから安心するように」などと言われる。
帰国したリズに、夫のスティーヴンは仕事をやめて大学で学び直したいと言う。ふたりはマイホームを買ったばかりで、リズは夫との将来と価値観の違いに激しい不安を抱くようになる。リズは生まれて初めて真面目に神に祈った結果、離婚を決意する。
家を出て親友のデリア夫婦のもとに転がり込んだリズは、離婚協議がすすむなか、自分が執筆した芝居に出演する28歳のハンサムな俳優デヴィッドと出会う。ふたりは付き合うようになり、リズはデヴィッドのアパートに住むようになるが、夫を忘れるための恋は次第にうまくいかなくなる。
リズとデヴィッドは、やがて互いを罵り合うようになる。何もかもがうまくいかなくなって、途方に暮れたリズは、バリの薬剤師の言葉を思い出して、一年間をかけて外国を巡る旅に出ることを考え始める。ずっと行ってみたかったイタリアを回って、デヴィッドのヨガの導師を訪ねてインドを経由し、最後にバリの薬剤師のもとへ行く長い旅の計画に、親友のデリアは反対する。それでもリズは、周囲の反対を押し切って、自分を見つめ直す旅に出発する。

## キャスト
| 役名             | 俳優                     | 日本語吹替 |
| ---------------- | ------------------------ | ---------- |
| リズ・ギルバート | ジュリア・ロバーツ       | 佐々木優子 |
| フェリペ         | ハビエル・バルデム       | 江原正士   |
| デヴィッド       | ジェームズ・フランコ     | 加瀬康之   |
| スティーヴン     | ビリー・クラダップ       | 藤原啓治   |
| リチャード       | リチャード・ジェンキンス | 西村知道   |
| デリア           | ヴィオラ・デイヴィス     | 上村典子   |
| アンディ         | マイク・オマリー         | 谷昌樹     |
| ウェイアン       | クリスティン・ハキム     | 林りんこ   |
| ジョヴァンニ     | ルカ・アルジェンテロ     | 岩崎正寛   |
| ソフィー         | ツヴァ・ノヴォトニー     | 榊原奈緒子 |

## 製作
撮影は2009年8月に始まり、ニューヨーク、ナポリ、インドのパタウディ、インドネシアのバリ島で行われた。
一部のヒンドゥー教徒たちから、正確にヒンドゥー教が描写されているかへの心配や、撮影の為に寺院を封鎖したことに対する不満の声が挙がった。